# Spettroscopia dielettrica

Uno spettro di permittività dielettrica sopra un ampio intervallo di frequenze. La parte reale e quella immaginaria della permittività sono entrambe presenti e sono mostrati vari processi: rilassamento ionico e dipolare, risonanza atomica ed elettronica.

La spettroscopia dielettrica (parte della più generica spettroscopia di impedenza) è una tecnica di misura delle proprietà dielettriche di un mezzo materiale, in funzione della frequenza. Tale tecnica si basa sull'interazione di un campo esterno con il momento di dipolo elettrico del campione, spesso espresso dalla permittività.
È altresì un metodo sperimentale per la caratterizzazione dei sistemi elettrochimici e prende per questo il nome, talvolta, di spettroscopia di impedenza elettrochimica (nota con l'acronimo inglese EIS, Electrochemical Impedance Spectroscopy). La tecnica consiste nel misurare l'impedenza di un sistema in un ampio intervallo di frequenze e quindi la risposta del sistema a queste frequenze differenti. Il responso valutato riguarda sia l'accumulo di energia sia le proprietà dissipative. I risultati di questa analisi vengono espressi mediante un diagramma di Bode o un diagramma di Nyquist.
L'impedenza è la tendenza di una sostanza ad opporsi al passaggio di corrente alternata (AC) in un sistema complesso, costituito sia da resistori che da capacità. Se il sistema è puramente resistivo, allora l'opposizione alla corrente alternata o alla corrente continua (DC) è semplicemente la resistenza del circuito
Pressoché ogni sistema chimico-fisico, come una cella elettrochimica o persino un tessuto biologico, possiede proprietà di accumulo di energia e sua dissipazione, oggetto di analisi della EIS.
Nell'ultimo decennio la EIS si è sviluppata notevolmente per essere applicata in vari ambiti di ricerca scientifica, quali i test per le celle a combustibile, la caratterizzazione di microstrutture o la progettazione di sensori chimici. Spesso la EIS rivela informazioni riguardo al meccanismo di reazione di un processo elettrochimico, dato che determinati passaggi predominano quando si lavora ad una certa frequenza. Inoltre il responso finale graficato tramite EIS può aiutare ad identificare quale sia lo stadio cineticamente determinante (rate determining step, RDS).

## Meccanismi dielettrici
Ci sono diversi meccanismi dielettrici, ognuno dei quali legati ad una caratteristica frequenza. In generale, i meccanismi dielettrici possono essere divisi in rilassamento e risonanza. I più comuni, a partire dalle alte frequenze, sono:

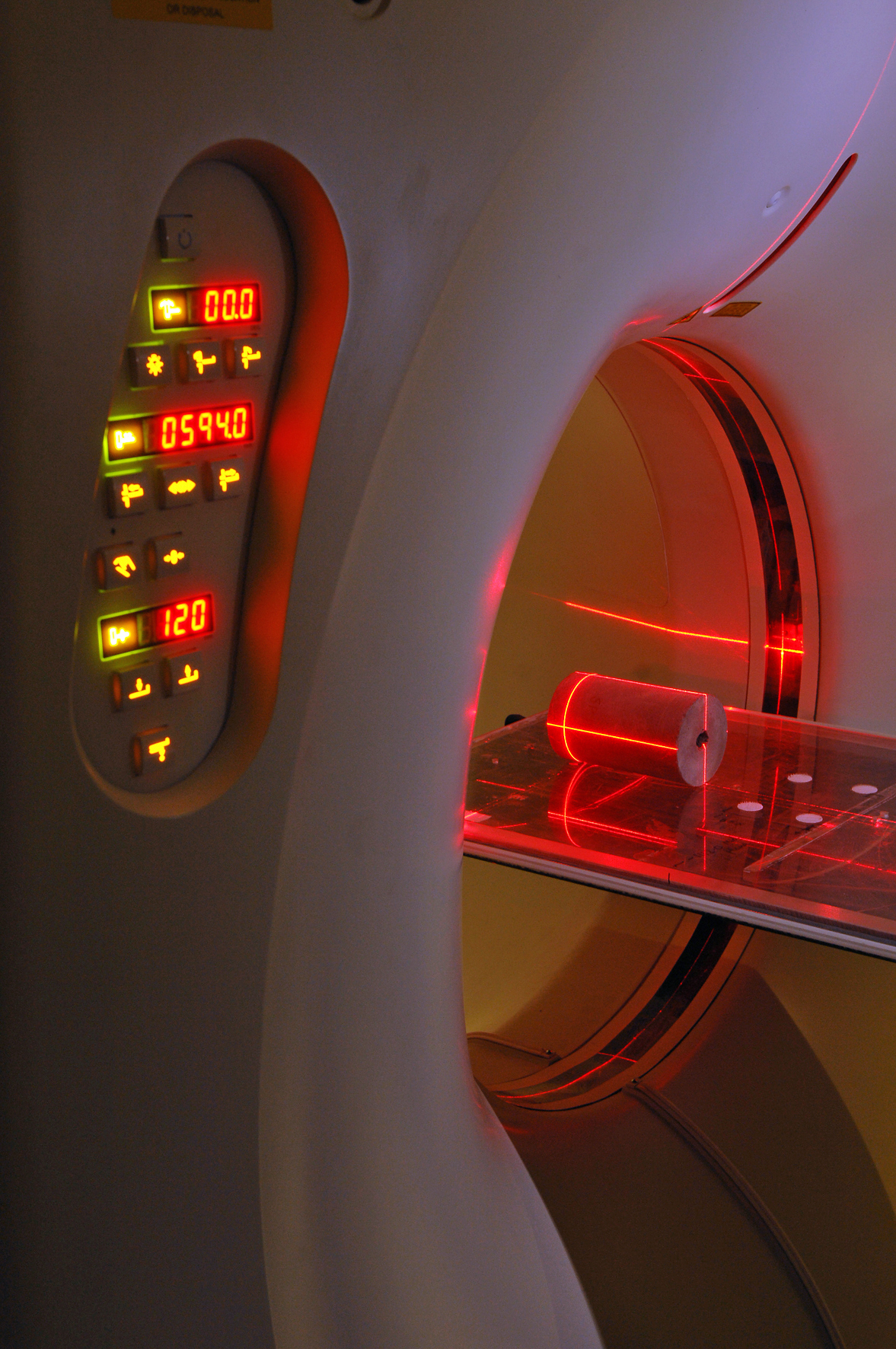
Macchinario per la spettroscopia dielettrica

### Rilassamento ionico
.

## Principi

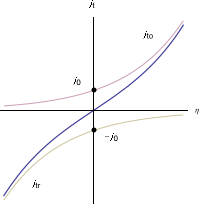
Fig. 1: densità di corrente nello stato stazionario (steady state) vs. sovrapotenziale di una redox.

### Stato stazionario
Per una reazione redox R {\displaystyle \leftrightarrow } O + e, senza limiti al trasferimento di massa, la relazione tra la densità di corrente e il sovrappotenziale dell'elettrodo è data dall'equazione di Butler-Volmer:
{\displaystyle j_{\text{t}}=j_{0}\left(\exp(\alpha _{\text{o}}\,f\,\eta )-\exp(-\alpha _{\text{r}}\,f\,\eta )\right)}
con
{\displaystyle \eta =E-E_{\text{eq}},\;f=F/(R\,T),\;\alpha _{\text{o}}+\alpha _{\text{r}}=1}.
{\displaystyle j_{0}} è la densità di corrente di scambio, mentre {\displaystyle \alpha _{\text{o}}} e {\displaystyle \alpha _{\text{r}}} sono fattori di simmetria.
La curva {\displaystyle j_{\text{t}}\;vs.\;E} non è una retta (fig. 1), quindi una ossidoriduzione non è un sistema lineare.

### Comportamento dinamico

#### Impedenza faradica
In una cella elettrochimica l'impedenza faradica all'interfaccia elettrodo-elettrolita è la combinazione resistenza elettrica e della capacità presso tale interfaccia.
Nell'ipotesi che il comportamento dinamico della reazione redox si possa seguire correttamente mediante la relazione di Butler-Volmer:
{\displaystyle j_{\text{t}}(t)=j_{\text{t}}(\eta (t))=j_{0}\,\left(\exp(\alpha _{\text{o}}\,f\,\eta (t))-\exp(-\alpha _{\text{r}}\,f\,\eta (t))\right)}
Il comportamento dinamico della redox è caratterizzato dalla cosiddetta resistenza al trasferimento di carica, definita come:
{\displaystyle R_{\text{ct}}={\frac {1}{\partial j_{\text{t}}/\partial \eta }}={\frac {1}{f\,j_{0}\,\left(\alpha _{\text{o}}\,\exp(\alpha _{\text{o}}\,f\,\eta )+\alpha _{\text{r}}\,\exp(-\alpha _{\text{r}}\,f\,\eta )\right)}}}
Il valore di tale resistenza cambia con il potenziale.
E' importante notare che:
{\displaystyle R_{\text{ct}}={\frac {1}{f\,j_{0}}}}
se {\displaystyle \eta =0} .

#### Capacità del doppio strato elettrico all'interfaccia elettrodo-soluzione
L'interfaccia elettrodo/elettrolita si comporta come una capacità che viene chiamata capacità del doppio strato elettrico {\displaystyle C_{\text{dl}}}. Il circuito elettrico equivalente, in Fig.2, include la capacità di doppio strato così come la resistenza al trasferimento di carica. Un altro circuito analogo vede invece l'impiego di un elemento a fase costante (CPE, constant phase element).
L'impedenza elettrica di questo circuito si ottiene semplicemente ricordando che l'impedenza di una capacità è data da:

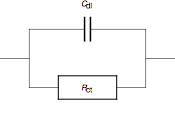
Fig. 2: circuito equivalente per un'ossidoriduzione senza limiti al trasferimento di massa.

{\displaystyle Z_{\text{dl}}(\omega )={\frac {1}{{\text{i}}\,\omega \,C_{\text{dl}}}}}
dove {\displaystyle \omega } è la frequenza angolare di un segnale sinusoidale (rad/s) e {\displaystyle \scriptstyle {{\text{i}}^{2}=-1}}.
Si ottiene:
{\displaystyle Z(\omega )={\frac {R_{\text{t}}}{1+R_{\text{t}}\,C_{\text{dl}}\,{\text{i}}\,\omega }}}
Il diagramma di Nyquist dell'impedenza del circuito mostrato in fig.3 è un semicerchio con un diametro {\displaystyle \scriptstyle {R_{\text{t}}}} e una frequenza angolare all'apice uguale a {\displaystyle \scriptstyle {1/(R_{\text{t}}\,C_{\text{dc}})}}.

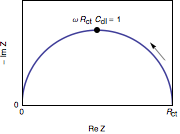
Fig. 3: diagramma di Nyquist di un circuito RC in parallelo. La freccia indica l'aumento della frequenza angolare.

#### Resistenza ohmica
La resistenza ohmica {\displaystyle R_{\Omega }} è in serie con l'impedenza dell'elettrodo e il diagramma di Nyquist è traslato a destra.

## Misura dei parametri richiesti
Disegnare il diagramma di Nyquist con un potenziometro e un analizzatore di impedenza permette all'utente di determinare la resistenza di trasferimento di carica, la capacità del doppio strato carico e la resistenza ohmica. La densità di corrente di scambio {\displaystyle j_{0}} si può determinare facilmente misurando l'impedenza di una reazione redox per {\displaystyle \eta =0}.

## Applicazioni
La EIS è applicata in numerosi settori.
Nell'industria delle vernici è un ottimo metodo per investigare la qualità dei rivestimenti e rivelare la presenza di corrosione.
Viene usata nei biosensori per misurare la concentrazione batterica e per mostrare la presenza o meno di pericolosi agenti patogeni quali Escherichia coli O157:H7 e Salmonella, così come le cellule di organismi fungini.
La spettroscopia di impedenza elettrochimica è anche impiegata per analizzare e caratterizzare diversi alimenti. Alcuni esempi riguardano le interazioni tra cibo e imballaggio, l'analisi della composizione del latte, la caratterizzazione e la determinazione dei punti di congelamento di miscele per gelati, la misura dell'invecchiamento della carne, l'investigazione della maturità e qualità della frutta e lo studio dell'acidità di altre matrici quali l'olio d'oliva e il vino.
Nel campo della salute umana questa tecnica è meglio nota come analisi di impedenza bioelettrica (BIA, bioelectrical impedance analysis) ed è impiegata per stimare la composizione del corpo del soggetto, per esempio con parametri quali la quantità di acqua totale e di grassi.
La spettroscopia di impedenza elettrochimica può essere usata anche per studiare le batterie.